# Szigeti György-díj
Szigeti György-díjat adományozhat az Eötvös Loránd Fizikai Társulat annak, aki kimagasló eredményt ért el a lumineszcencia- és félvezető-kutatások gyakorlati alkalmazásában.
A díj névadója Szigeti György (1905–1978) mérnökfizikus, akadémikus.

## Díjazottak
- 1990 -
- 1991 -
- 1992 Corradi Gábor
- 1993 -
- 1994 -
- 1995 -
- 1996 Lohner Tivadar
- 1997 -
- 1998 -
- 1999 -
- 2000 Pécz Béla
- 2001 -
- 2002 -
- 2003 -
- 2004 -
- 2005 -
- 2006 -
- 2007 -
- 2008 -
- 2009 -
- 2010 Osvay Margit
- 2011 -
- 2012 -
- 2013 -
- 2014 -
- 2015 -
- 2016 -